# Fojòt

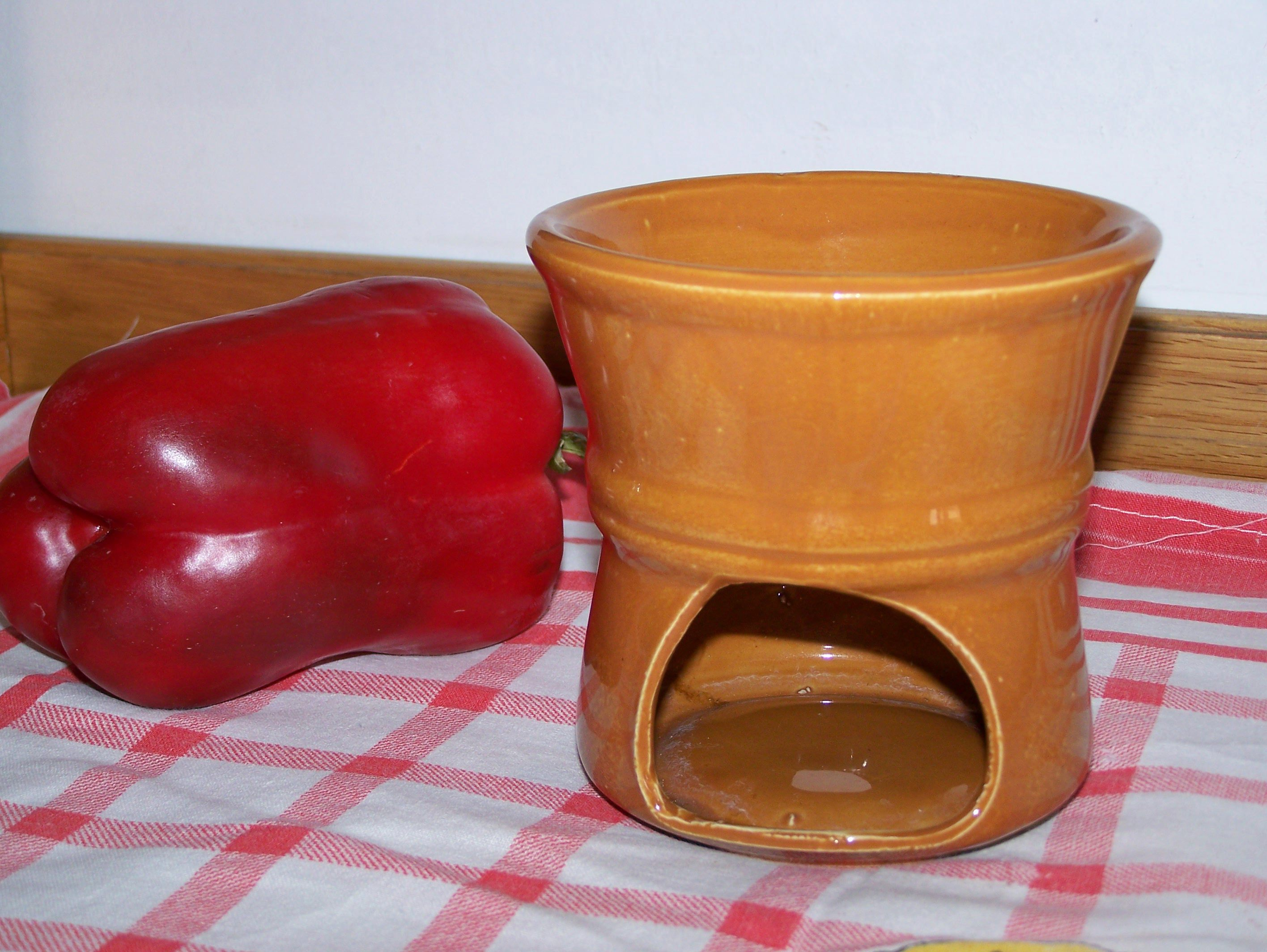
Un esempio di fojòt.

Il fojòt (pronuncia: [fʊˈjɔt]) è un caratteristico tegame in terracotta smaltata o porcellana. 

## Descrizione
È costituito da due elementi diversi costruiti in un sol pezzo: un vano inferiore che è il fornelletto in cui si colloca un lumino, e un contenitore superiore nel quale si versano liquidi e salse da scaldare o mantenere caldi.
Si pone nel centro del tavolo in modo che tutti i commensali ne possano attingere. Se di piccola dimensione, come quello nella foto, se ne usa uno per commensale.
È tipico della cucina piemontese e si usa soprattutto per la bagna càuda. Può essere utilizzato anche per la fonduta.